# Team Cologne
Das Team Cologne (deutsch: Team Köln) war ein deutsches GS2-Radsportteam, das von 1998 bis 2002 bestand. Im Jahr 1998 hieß die Mannschaft Gerolsteiner.
Nach dem Ausscheiden des Namenssponsors Gerolsteiner Brunnen, der ab 1999 das neue Team Gerolsteiner unterstützte, wurde der Automobilhersteller Toyota neuer Hauptsponsor. Co-Sponsoren waren u. a. RGW (Rechtsrheinische Gas- und Wasserversorgung Köln) und der Radsportartikel-Versand Rose.
Teammanager war Dieter Koslar, der das Team bis zu seinem Tode im August 2002 leitete. Ebenfalls im Management waren Bruno Zollfrank und Hans Küpper.

## Bekannte Fahrer
| - Andreas Beikirch (2002) - Ryan Cox (2001–2002) - Stefan van Dijk (2000) - Björn Glasner (1998–2002) - Bert Grabsch (2000) - Ralf Grabsch (1998–1999) - Christian Heule (2002) | - Andreas Kappes (1998) - Tiaan Kannemeyer (2000–2001) - Jans Koerts (1999) - Stefan Kupfernagel (2000–2001) - Dirk Müller (2002) - Martin Müller (2000–2001) - Paul van Schalen (2001) - Erwin Thijs (1999) |

## Größte Erfolge
Bayern-Rundfahrt
- 2000: 4. Etappe (Björn Glasner)

Niedersachsen-Rundfahrt
- 1999: 1. & 2. Etappe (Jans Koerts), 4. Etappe (Teil 2) (Michael Van der Wolf), 7. Etappe (Davy Dubbeldam)
- 2000: 8. Etappe (Martin Müller)

Rheinland-Pfalz-Rundfahrt
- 1998: 5. Etappe (Sascha Henrix)
- 1999: 3. Etappe (Jans Koerts)